# Cratere Sirani
Sirani  è un cratere sulla superficie di Venere. Deve il proprio nome ad Elisabetta Sirani, pittrice e incisora bolognese del XVII secolo.